# Piotr Robakowski
Piotr Robakowski (Wejherowo, 1º maggio 1990) è un ex calciatore polacco, di ruolo difensore.

## Carriera

### Club
Debutta l'11 maggio 2010 con l'Arka Gdynia nella vittoria casalinga per 2-1 contro il Piast Gliwice.